# Rafael Olarra
Rafael Andrés Olarra Guerrero, čilenski nogometaš, * 26. maj 1978, Santiago, Čile.
Sodeloval je na nogometnemu delu poletnih olimpijskih iger leta 2000.